# Каролин (Северна Каролина)
Каролин (енгл. Caroleen) насељено је место без административног статуса у америчкој савезној држави Северна Каролина.

## Демографија
По попису из 2010. године број становника је 652.
| Група             | 2000.    | 2010.       |
| Белци             | 0 (0,0%) | 528 (81,0%) |
| Афроамериканци    | 0 (0,0%) | 65 (10,0%)  |
| Азијати           | 0 (0,0%) | 0 (0,0%)    |
| Хиспаноамериканци | 0 (0,0%) | 40 (6,1%)   |
| Укупно            | 0        | 652         |